# Inoue Shumpei
Inoue Shumpei (jap. 井上 俊平) war ein japanischer Fußballspieler.

## Nationalmannschaft
1923 debütierte Inoue für die japanische Fußballnationalmannschaft. Mit der japanischen Nationalmannschaft qualifizierte er sich für die Far Eastern Championship Games 1923.